# 世界足球明星聯隊
世界足球明星聯隊（World Stars United Football Team），亦稱多國足球明星聯隊，簡稱明星聯隊，明星隊。是指在某些以表演、慈善或紀念為主要目的而舉辦的國際或者是區域足球賽事中，在某一地域或領域範圍內召集一些不同國家的，現今或曾經知名的足球運動員（有時也可以是其它領域的一些知名人士）而臨時拼湊組建的一些非正式足球隊，對外統一冠以某某明星（聯）隊的稱號。比較著名的有世界明星（聯）隊、歐洲明星（聯）隊。

## 簡介
類似世界足球明星聯隊性質之類的球隊因為都大多是臨時拼湊組建起來的球隊，球員之間缺少訓練與磨合，而且參加的比賽大多是以表演為主，隊員通常也不會認真盡全力比賽。因此雖然隊中擁有不少明星球員，但球隊整體實力並不強。

## 主要比賽
| 球隊       | 比分             | 對手             | 時間           | 地點                           | 備註 |
| ---------- | ---------------- | ---------------- | -------------- | ------------------------------ | --- |
| 世界明星队 | 不詳             | 英格兰           | 1963年         | 不詳                           | 友誼賽 |
| 歐洲明星隊 | 0 – 2            | 苏联             | 1971年5月27日  | 蘇聯 莫斯科                    | 國際足聯為雅辛在莫斯科舉行的告別賽 |
| 世界明星队 | 5 – 3            | 亞洲明星隊       | 1997年7月3日   | 香港 香港大球場                | 香港回歸盃足球賽 |
| 世界明星队 | 5 – 2            | 歐洲明星隊       | 1997年12月4日  | 法國 馬賽                      | 1997年法國世界杯抽籤明星賽 |
| 世界明星队 | 2 – 6            | 義大利           | 1998年11月16日 | 意大利 羅馬                    | 友誼賽 |
| 世界明星队 | 1 – 5            | 法國             | 2000年8月17日  | 法國 馬賽                      | 慈善赛 |
| 世界明星队 | 1 – 1            | 日韓明星隊       | 2001年1月3日   | 日本 橫濱 橫濱國際綜合競技場   | 友誼賽 |
| 世界明星队 | 3 – 3            | 皇馬             | 2002年12月19日 | 西班牙 馬德裡 伯納烏球場       | 皇馬百年表演賽 |
| 世界明星队 | 3 – 4            | 巴塞罗那         | 2004年12月1日  | 加泰罗尼亚 巴塞羅那 諾坎普球場 | 由《每日體育報》和加泰羅尼亞電視台主辦，在世界艾滋病日（每年12月1日）前夜，為的是給艾滋病患者籌集資金的慈善比賽，所募集到的基金將全部用於非洲和南美防止艾滋病的基金。 |
| 世界明星队 | 4 – 4            | 皇馬             | 2004年12月14日 | 西班牙 馬德裡 伯納烏球場       | 聯合國開發計劃署舉辦的一場旨在籌集資金、消除貧困的慈善義賽。 |
| 世界明星队 | 6 – 3            | 歐洲明星隊       | 2005年2月16日  | 西班牙 巴塞羅那 諾坎普球場     | 國際足聯和歐洲足聯共同舉辦的為印度洋海嘯海嘯受難者籌款賑災義賽 |
| 世界明星队 | 1 – 2            | 英格兰（明星隊） | 2006年         | 英國 曼徹斯特 老特拉福德球場   | 第一届足球援助赛(Soccer Aid) |
| 歐洲明星隊 | 3 – 4            | 曼徹斯特聯       | 2007年3月14日  | 英國 曼徹斯特 老特拉福德球場   | 紀念羅馬條約簽定即歐盟成立50週年和曼聯歐戰50年的慈善表演賽 |
| 世界明星队 | 0 – 2            | 中國             | 2007年7月1日   | 香港 香港大球場                | 香港回歸盃足球賽 |
| 世界明星队 | 3 – 3            | 非洲明星隊       | 2007年7月19日  | 南非 開普敦 新地球場           | 2007年南非慈善足球賽 慶祝南非前總統曼德拉89歲生日 |
| 世界明星队 | 3 – 2            | 英格兰（元老隊） | 2007年12月2日  | 英國 曼徹斯特 曼徹斯特城市球場 | 英格蘭職業球員協會主辦的明星慈善賽。 |
| 世界明星队 | 3 – 4            | 英格兰（明星隊） | 2008年         | 英國 倫敦 溫布利球場           | 第二届足球援助赛(Soccer Aid) |
| 世界明星队 | 3 – 3            | 法國（98明星隊） | 2008年7月13日  | 法國 聖但尼 法蘭西體育場       | 慶祝法國世界盃奪冠十周年表演賽 |
| 世界明星队 | 2 – 2 點球 7 – 6 | 英格兰（明星隊） | 2010年6月7日   | 英國 曼徹斯特 老特拉福德球場   | 第三届足球援助赛(Soccer Aid) |
| 世界明星队 | 1 – 3            | 英格兰（明星隊） | 2012年5月28日  | 英國 曼徹斯特 老特拉福德球場   | 第四届足球援助赛(Soccer Aid) |
| 非洲明星隊 | 3 – 2            | 西甲明星隊       | 2010年12月29日 | 西班牙 馬德裡 卡爾德隆球場     | 冠軍非洲慈善賽 |
| 世界明星隊 | 7 – 3            | 香港明星隊       | 2024年2月13日  | 香港 香港大球場                | 賀歲盃2024 |